# Masakr na ostrově Bangka

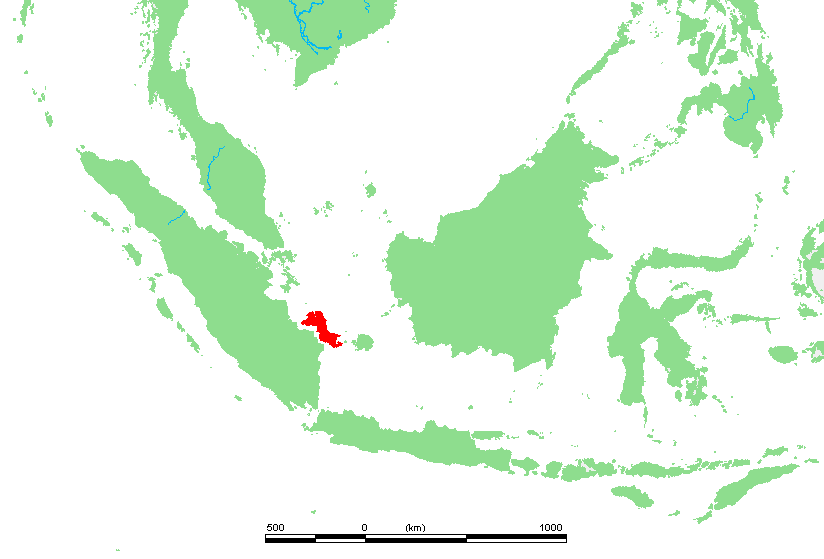
Poloha ostrova Bangka (červeně) v Indonésii.

Masakr na ostrově Bangka, ležícím východně od Sumatry se stal 16. února 1942. Dopustili se jej příslušníci japonské císařské armády, když popravili 21 australských armádních sester a asi 60 australských a britských vojáků a členů posádky ze dvou potopených spojeneckých lodí. Samotný masakr přežili pouze dva vojáci a jedna zdravotní sestra, Vivian Bullwinkelová.

## Masakr
Dne 12. února 1942 královská jachta Vyner Brooke pod vlajkou království Sarawak, tehdejšího britského protektorátu rozkládajícího se na Borneu, opustila Singapur těstě před jeho kapitulací. Na lodi se plavila řada zraněných vojáků, 65 zdravotních sester z Australian Army Nursing Service z 2./13. australské všeobecné nemocnice, a civilisté, včetně žen a dětí. Loď byla bombardována japonským letadlem a následně se potopila. K potopení lodi došlo nedaleko ostrova Bangka, který byl součástí Nizozemské východní Indie (dnešní Indonésie), avšak v té době ho již ovládali Japonci.
Někteří pasažéři a členové posádky Vyner Brooke zemřeli při útoku, jiným se podařilo dostat do záchranných člunů. Část přeživších přistála nedaleko pláže Radji, včetně 22 zdravotních sester a důstojníka z Vyner Brooke. Celkem se na pláži shromáždilo přibližně 100 lidí, včetně britských vojáků z jiné spojenecké potopené lodi. Od místních obyvatel se dozvěděli o přítomnosti Japonců na ostrově. Důstojník z Vyner Brooke tedy odešel do Muntoku, aby se jim skupina z pláže mohla vzdát. Zatímco byl pryč, nejzkušenější ze zdravotních sester, vrchní sestra (matron) Irene Melville Drummondová, navrhla, aby civilistky a děti opustily pláž a odešly do Muntoku. Ty její rady vyslyšely a vydaly se na cestu. Sestry na pláži zůstaly, aby se postaraly o raněné a také postavily přístřešek označený červeným křížem.

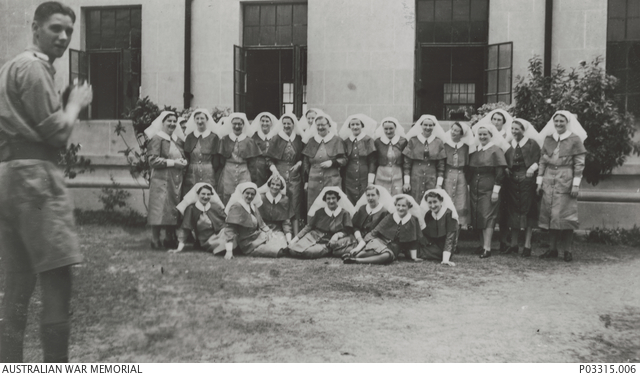
Fotografie zdravotních sester z 2/13. australské všeobecné nemocnice v Malajsii (1941-1942). Některé z nich byly zabity 16. února 1942 na ostrově Bangka.

16. února dopoledne se důstojník vrátil v doprovodu asi 20 japonských vojáků. Ti všem mužům schopným chůze rozkázali odejít za nedaleký pahorek. Následně sestry uslyšely sérii výstřelů, po které se k nim japonští vojáci vrátili, sedli si naproti nim a začali si čistit své pušky a bajonety. Po chvíli japonský důstojník sestrám a jedné civilistce nařídil, aby se vydaly do moře. Když vstoupily do vody, Drummondová sestrám řekla: "Hlavu vzhůru děvčata. Jsem na vás hrdá a všechny vás miluji." Když byly ženy ve vodě asi po pás, byly zastřeleny kulometem, který si Japonci mezitím na pláži připravili. Zranění vojáci ležící na nosítkách a neschopní chůze byli zmasakrováni bajonety.
Jako jediná přežila poručík Vivian Bullwinkelová, která přes průstřel bránice ležela bez hnutí ve vodě až do okamžiku, kdy nabyla dojmu že vojáci odešli. Pak se odplazila do džungle, kde na několik dní upadla do bezvědomí. Později si byla schopná svá zranění ošetřit. Po nějaké době se na pláži potkala s vojínem Kingsleyem, jedním ze zraněných britských vojáků, kteří byl předtím ponechán zraněný na nosítkách na pláži a proboden japonským bajonetem, přesto svá zranění přežil. Bullwinkelová tedy ošetřila i jeho rány a asi po 12 dnech na pláži se rozhodli vzdát Japoncům. Kingsley však po několika dnech v nedožitých třiceti letech zemřel. Bullwinkelová byla poslána do zajateckého tábora kde strávila následující tři roky. Přežila válku a při tokijském procesu v roce 1947 před tribunálem pro válečné zločiny podala o masakru svědectví.

## Vzpomínka
Na Women's Memorial Playing Field na předměstí St Mary v Adelaide se každý rok v neděli, která je nejbližší k 16. únoru, koná vzpomínková bohoslužba, známá jako Bangka Day Memorial Service.